# Robinia luxurians
Robinia luxurians là một loài thực vật có hoa trong họ Đậu. Loài này được (Dieck) Rydb. miêu tả khoa học đầu tiên năm 1924.